# Ronneby Brunnspark
Koordinaten: 56° 11′ 13″ N, 15° 16′ 50″ O

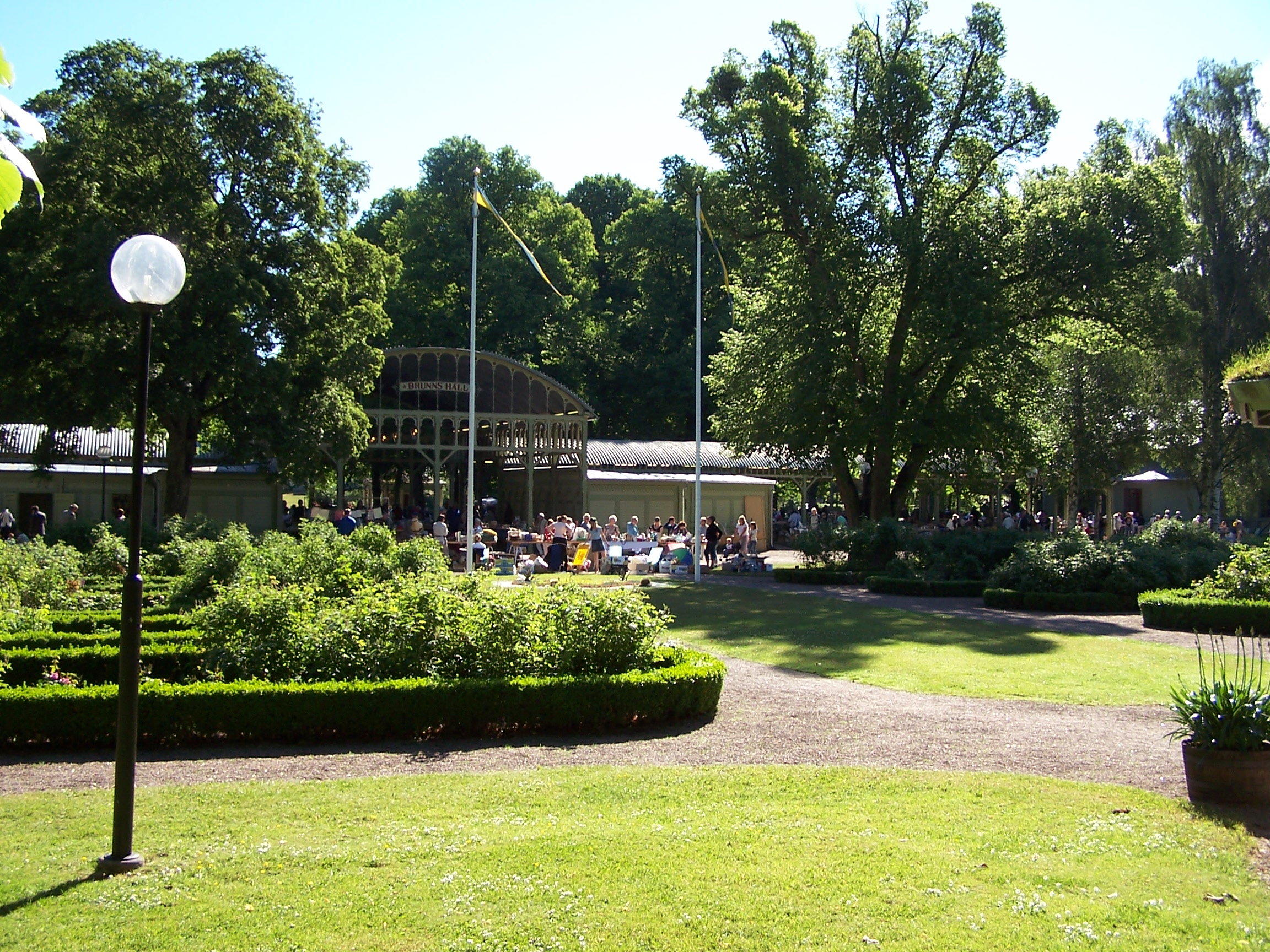
Ronneby Brunnspark

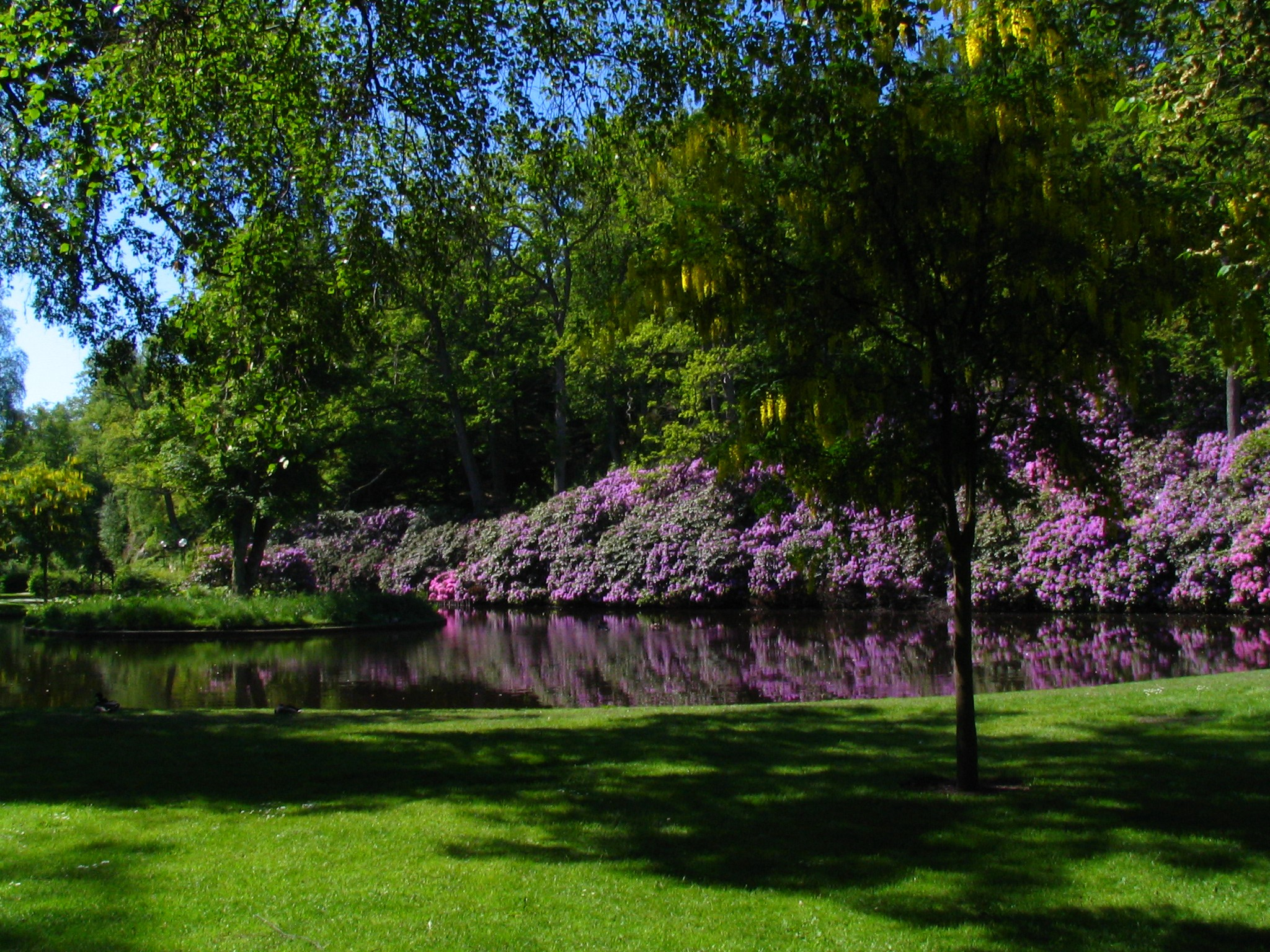
Rhododendron und See im Brunnspark

Ronneby Brunnspark ist ein Kurpark in Ronneby (Schweden) und war zur Jahrhundertwende einer der meistbesuchten Kurorte. Nicht nur Kranke kamen hierher. Auch gutgestellte Leute aus Schweden und dem Ausland wurden angezogen von der stärkenden Kraft des Kurortlebens für Körper und Seele.
Die erste Heilquelle wurde 1705 entdeckt, doch die Glanzzeit wurde erst im späten 19. Jahrhundert eingeleitet. In den 1930er Jahren war Quellwassertrinken unmodern und die Anlagen wurden von Touristen übernommen. 1959 verbrannte das Brunnenhotel restlos.
Das Brunnenhotel entstand bald wieder in moderner Gestalt und ist heute eine der größten Konferenzanlagen des Landes. Die hübschen alten Holzhäuser im Park stehen unter Denkmalschutz und sind sorgfältig renoviert worden. In Villa Vera ist Blekinge Naturum untergebracht. Im ehemaligen Brunnenkrankenhaus liegt heute das Wienercafé. Aus Villa Gymnastiken soll ein Informations- und Besuchszentrum für den Brunnenpark werden. Und in den alten Brunnenhallen bietet man im Sommer Musik und Unterhaltung, Flohmarkt und andere Märkte. Im Sommer kann man das Quellwasser trinken.
Der Brunnenpark ist eine Oase mit einladenden Rasenflächen, einem hübschen Wasserfall, Anpflanzungen und einem Berg von Rhododendron. Die Spazierwege hinter dem Berg führen an exotischen Bäumen vorbei zu Silbergrotte (Silvergrottan), Zaubersee (Trollsjön), Japanischem Garten (Japanska Trädgarden) und Duftgarten (Doftträdgarden).
Der Park wurde 1996 (erneuert 2015) als Byggnadsminne unter Schutz gestellt.